# Cúber

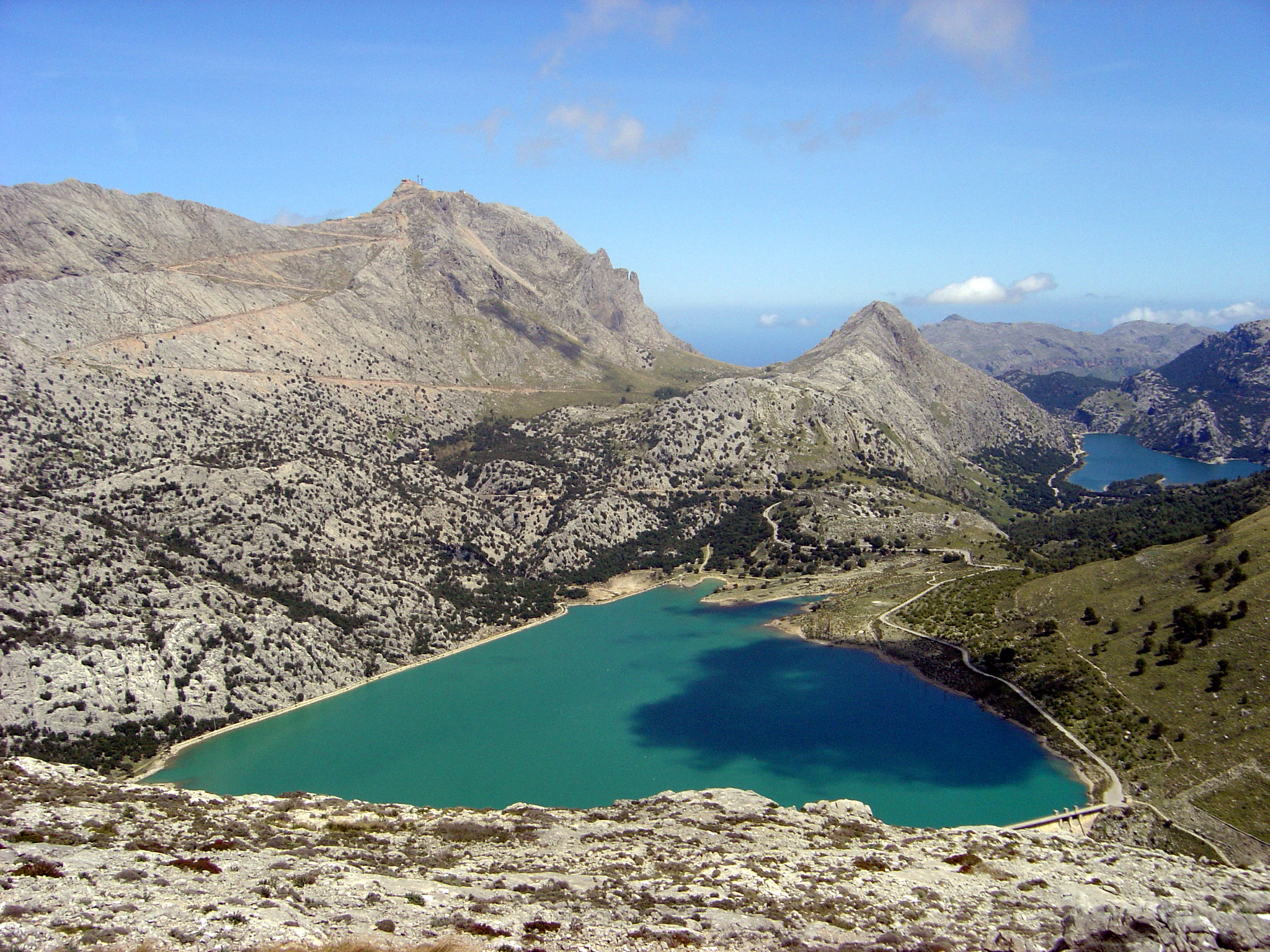
Cúber, im Hintergrund der Puig Major

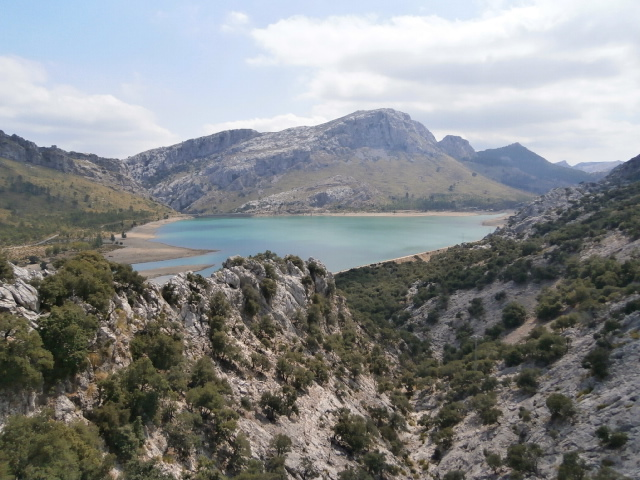
Blick von Nordosten

Cúber ist ein Stausee auf der spanischen Mittelmeerinsel Mallorca. Durch die gute Straßenanbindung an die Ma-10 ist er ein viel besuchtes Ausflugsziel und Ausgangspunkt von Wanderungen.

## Lage
Der Stausee liegt im Gebirge Serra de Tramuntana im Nordwesten der Insel im Gemeindegebiet von Escorca. Nördlich des Sees erhebt sich der Puig Major, der höchste Berg Mallorcas. Nordöstlich liegt mit dem Gorg Blau ein weiterer Stausee, zu dem über den Torrent de Gorg Blau eine Verbindung besteht. Nördlich des Sees verläuft die Landstraße Ma-10 von Pollença nach Sóller. An seinem südwestlichen Ende befindet sich die unbewirtschaftete Berghütte Refugi de Cúber.

## Geschichte
Der Stausee befindet sich in einer Höhe von 750 Metern und entstand Ende der 1960er/Anfang der 1970er Jahre. Er hat ein Fassungsvermögen von 4,64 Millionen m³ und ist damit kleiner als der Gorg Blau, der 7,36 Millionen m³ fasst.
Der Stausee dient vor allem der Trinkwasserversorgung des Gemeindebezirks von Palma. Durch den stark gestiegenen Wasserbedarf ist die Staumenge heute jedoch nicht mehr ausreichend. Gemeinsam mit dem Wasser im Gorg Blau würden die Wasservorräte nur für 58 Sommertage zur Deckung des Wasserbedarfs genügen.

## Flora
Die Region um den Stausee wird von typisch mediterraner Bergflora geprägt. Zwischen Diss (Ampelodesmos mauritanicus) sind vornehmlich Affodill, Wolfsmilchgewächse und das endemische Balearen-Brandkraut (Phlomis italica) zu sehen. Ebenfalls endemisch ist der Balearen-Tragant (Astragalus balearicus), der vielerorts kissenförmige Polster ausbildet. Am Ufer nahe der Staumauer gibt es kleine aufgeforstete Bestände der Schwarzkiefer (pinus nigra) und Feldulme (Ulmus minor), am südlichen Seeufer stehen Silber-Pappeln (Populus alba).

## Zugang
Vom Parkplatz an der Landstraße Ma-10 erreicht man auf einem Wanderweg in wenigen Minuten die Staumauer, von der der Stausee in einer guten halben Stunde umrundet werden kann. An der südwestlichen Spitze des Sees gibt es vor dem Refugi de Cúber eine kleine Picknickzone.

## Wanderwege

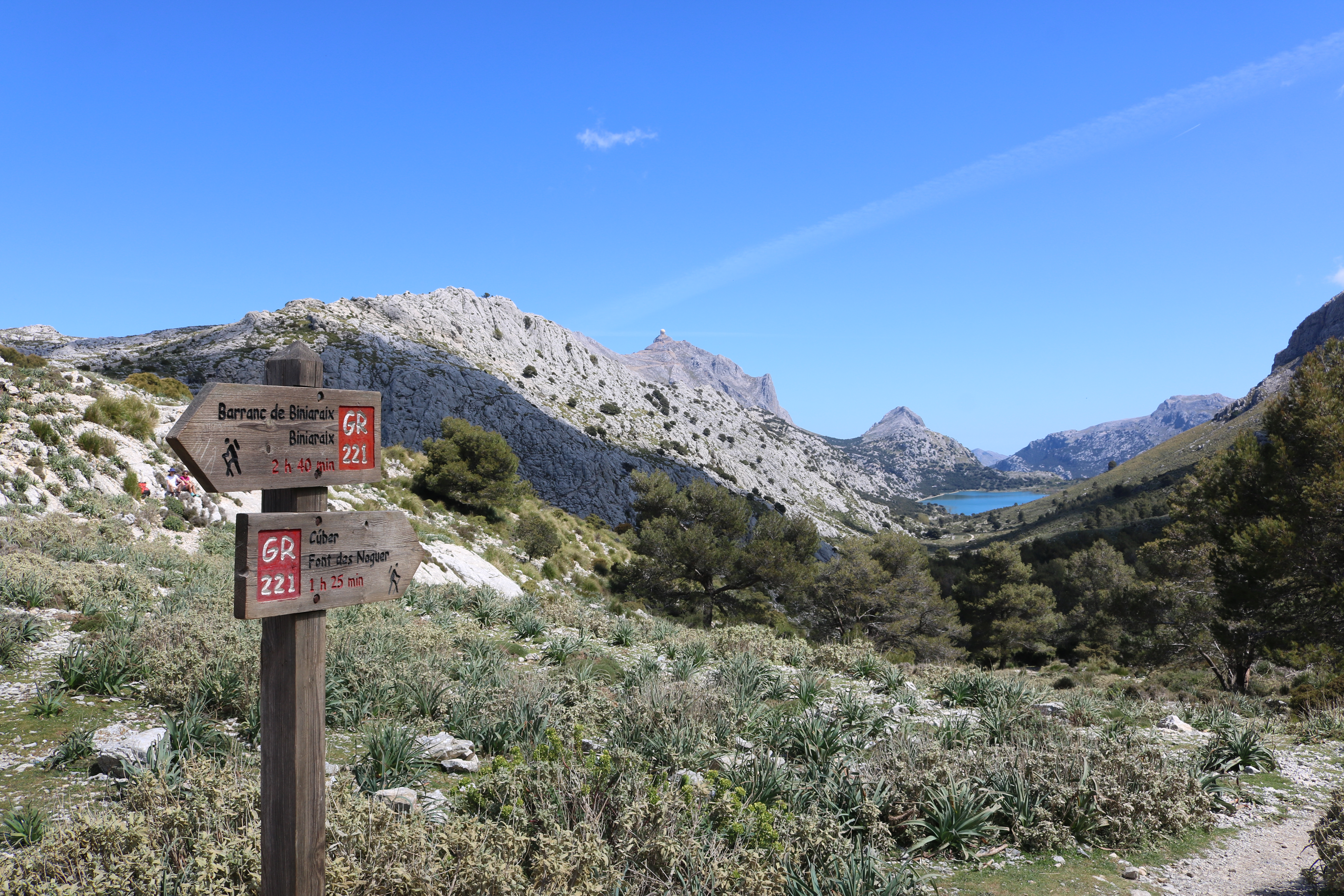
Wanderschilder oberhalb von Cúber

Der Stausee liegt am Fernwanderweg GR 221. In südwestlicher Richtung erreicht man auf dem gut ausgeschilderten Weg in 5½ Stunden den Etappenort Sóller; im Nordosten befindet sich die etwa 6½ Stunden entfernte Berghütte Refugi de Son Amer.
Darüber hinaus können vom Stausee aus Gipfeltouren zum Puig de l’Ofre (1093 Meter), Puig de sa Rateta (1113 Meter) und Puig des Tossals Verds (1118 Meter) unternommen werden; ein beliebtes Wanderziel ist die etwa 2½ Stunden entfernte Berghütte Refugi de Tossals Verds.
Wanderungen ab Cúber können mit öffentlichen Verkehrsmitteln durchgeführt werden. Die Haltestelle Font des Noguer ist fünf Gehminuten vom Stausee entfernt, sie wird im Sommerhalbjahr mehrmals täglich von der Buslinie Port de Sóller – Alcúdia angefahren.